# Aston Martin DBR9
Aston Martin DBR9 é um protótipo de corrida, derivado estruturalmente do Aston Martin DB9, construída pela Aston Martin Racing, estreando em 2005. O nome DBR9  é derivado do vencedor Aston Martin DBR1, nomeado pelo então proprietário David Brown, que não só ganhou a corrida, mas também O título da World Sports Car Championship.

## Desenvolvimento
Com base no Aston Martin DB9, o DBR9 manteve o chassi do DB9, tão como bloco e os cabeçotes de motor da versão de estrada. O resto do carro é re-projetado para o uso de alto desempenho da concorrência. A carroçeria DBR9 é constituída de uma mistura de performance aerodinâmica optimizada e o estilo do carro de estrada DB9. Todos os painéis da carroçaria são construídos a partir de uma substância denominada carbono composto (com excepção do telhado) para minimizar o peso do carro. Para completar o corpo aerodinâmico, o fundo do carro é plano até o fim de frente para o difusor traseiro. Para otimizar o downforce traseiro uma asa de fibra de carbono foi adicionada. O carro vai de 0-60 mph em 3,4 segundos.
Para as 24 Horas de Le Mans 2007, a Prodrive fez modificações no projeto DBR9, a fim de não só melhorar o desempenho, mas também para aumentar o conforto do motorista na cabine. Devido a novas regulamentações postas em prática pelos organizadores de Le Mans, o DBR9 necessária a instalação de um aparelho de ar condicionado para evitar uma eventual sobrecarga de calor. Porém a Prodrive foi mais longe, colocando um telhado resistente ao calor, branco em todos os carros novos para ajudar a manter as temperaturas abaixo do cockpit. Desempenho modificações incluíram a remoção de duas saídas de ar do capô do carro devido ao não ser mais necessário.

### Galeria

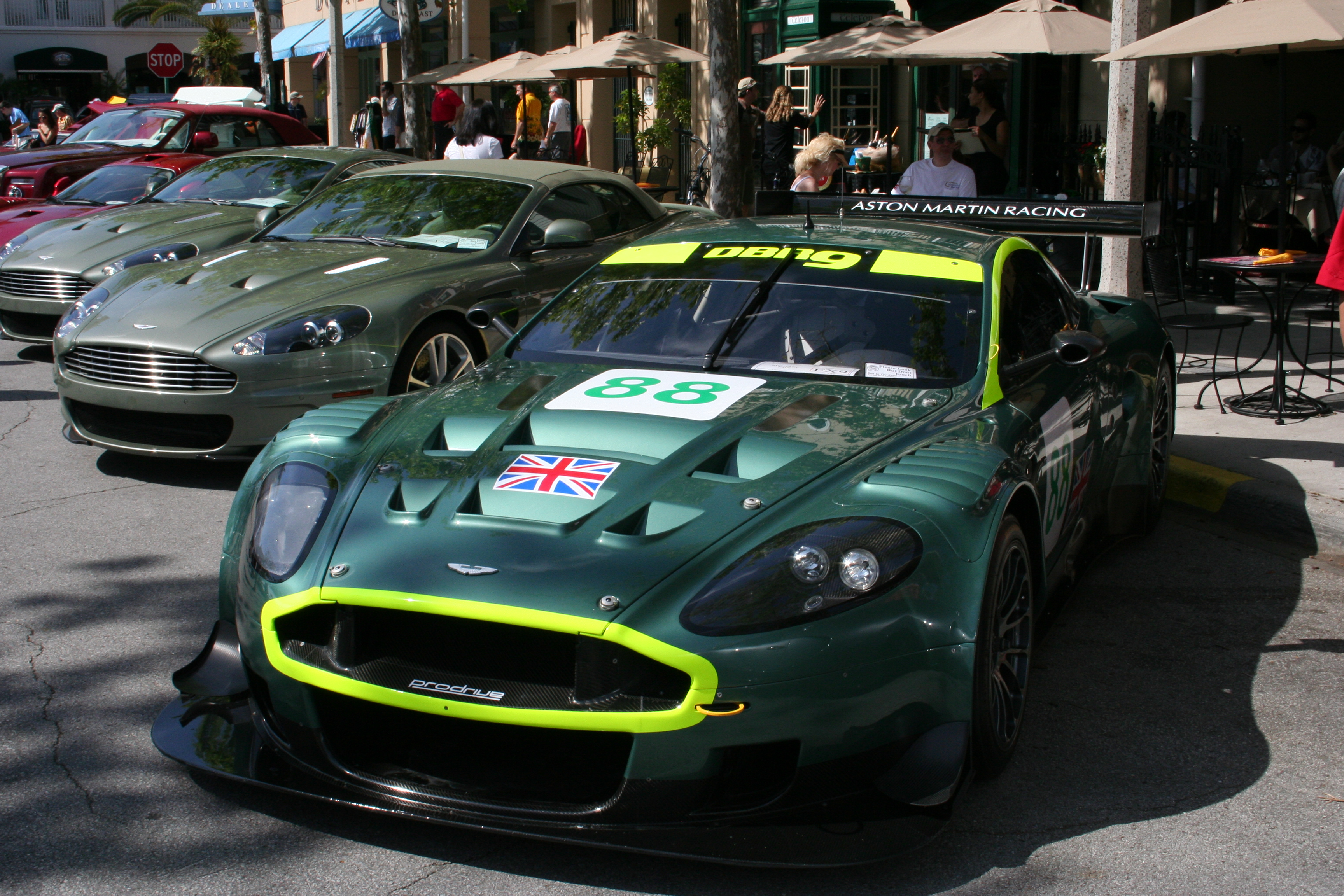
Aston Martin DBR9
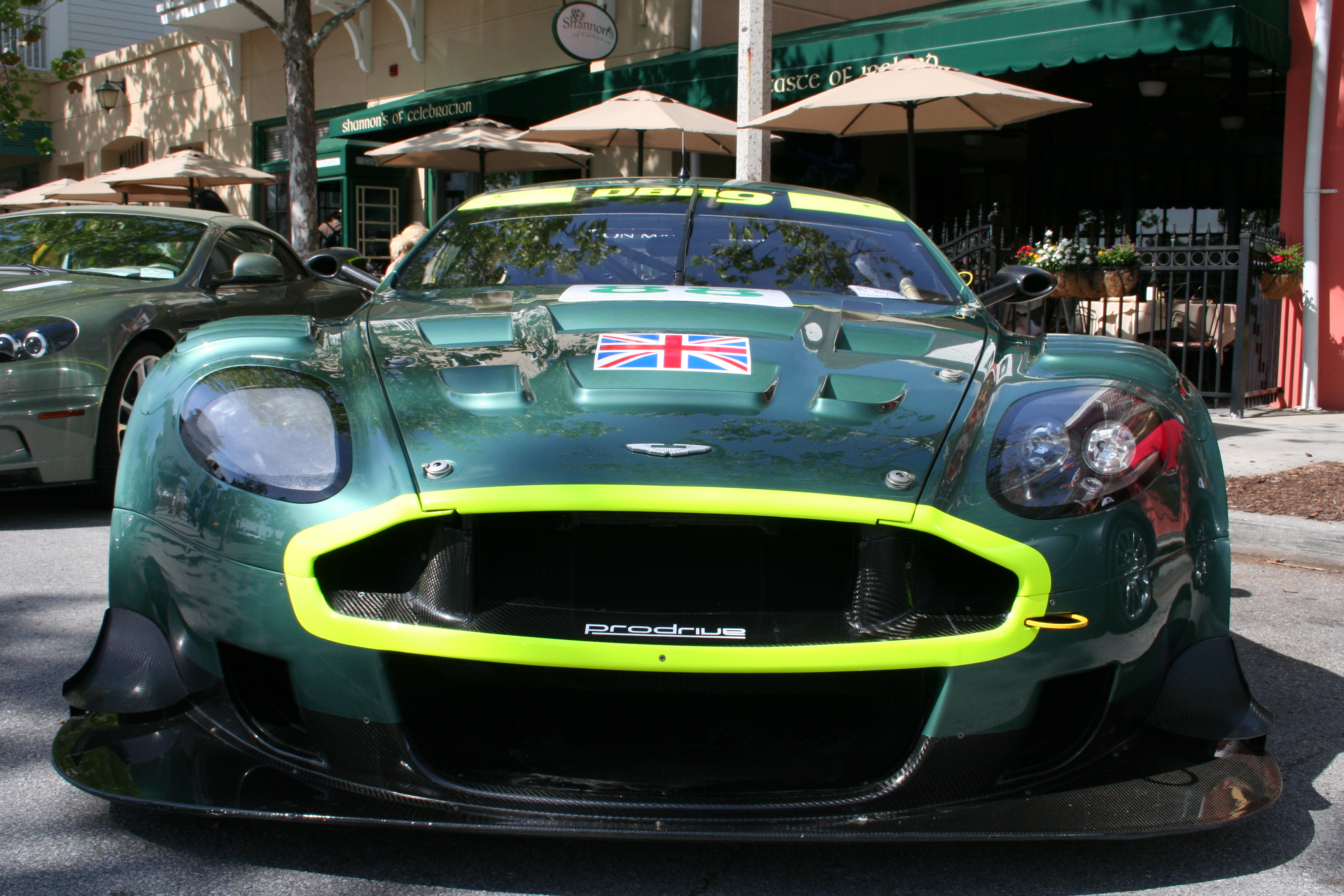
Frente
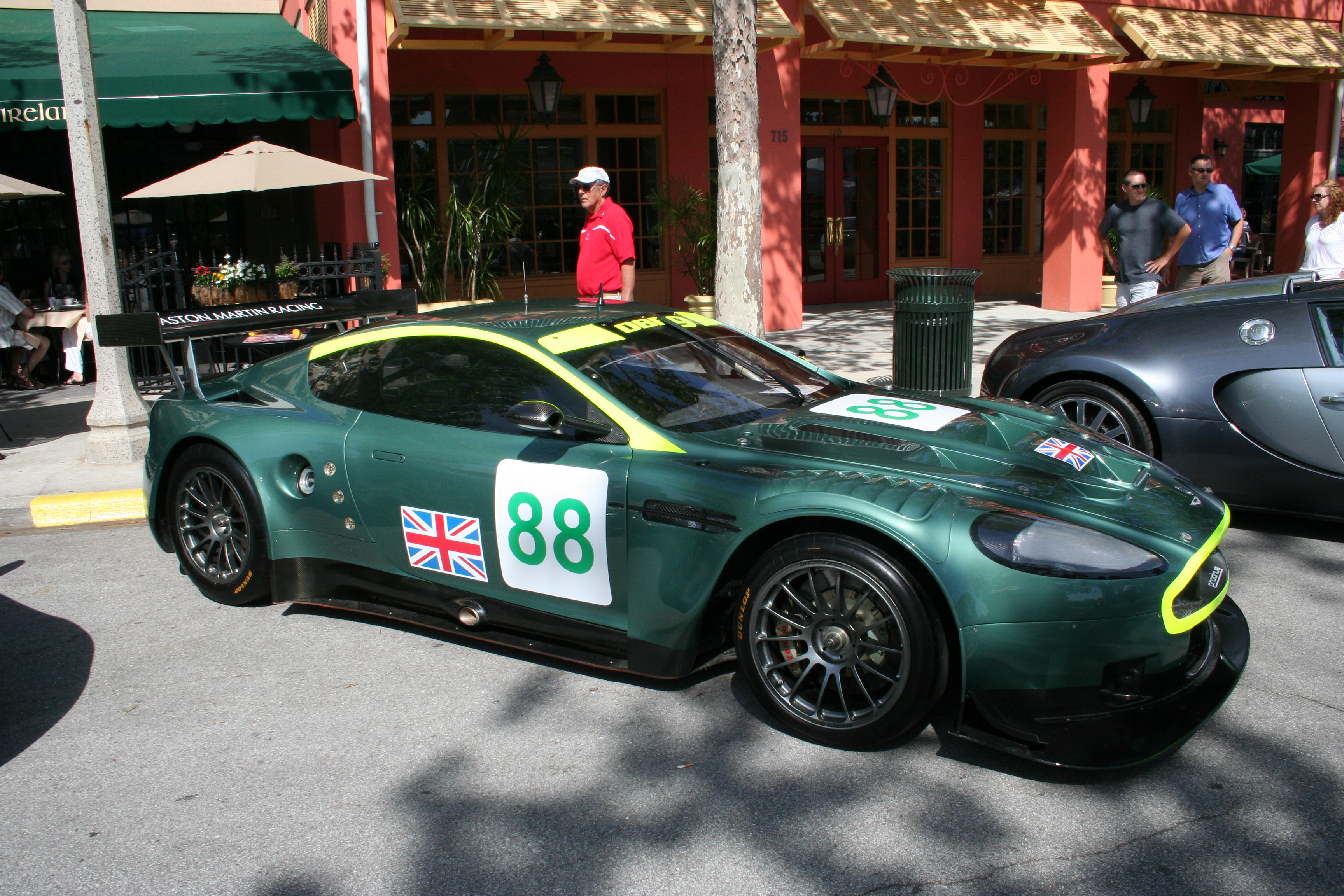
Lado
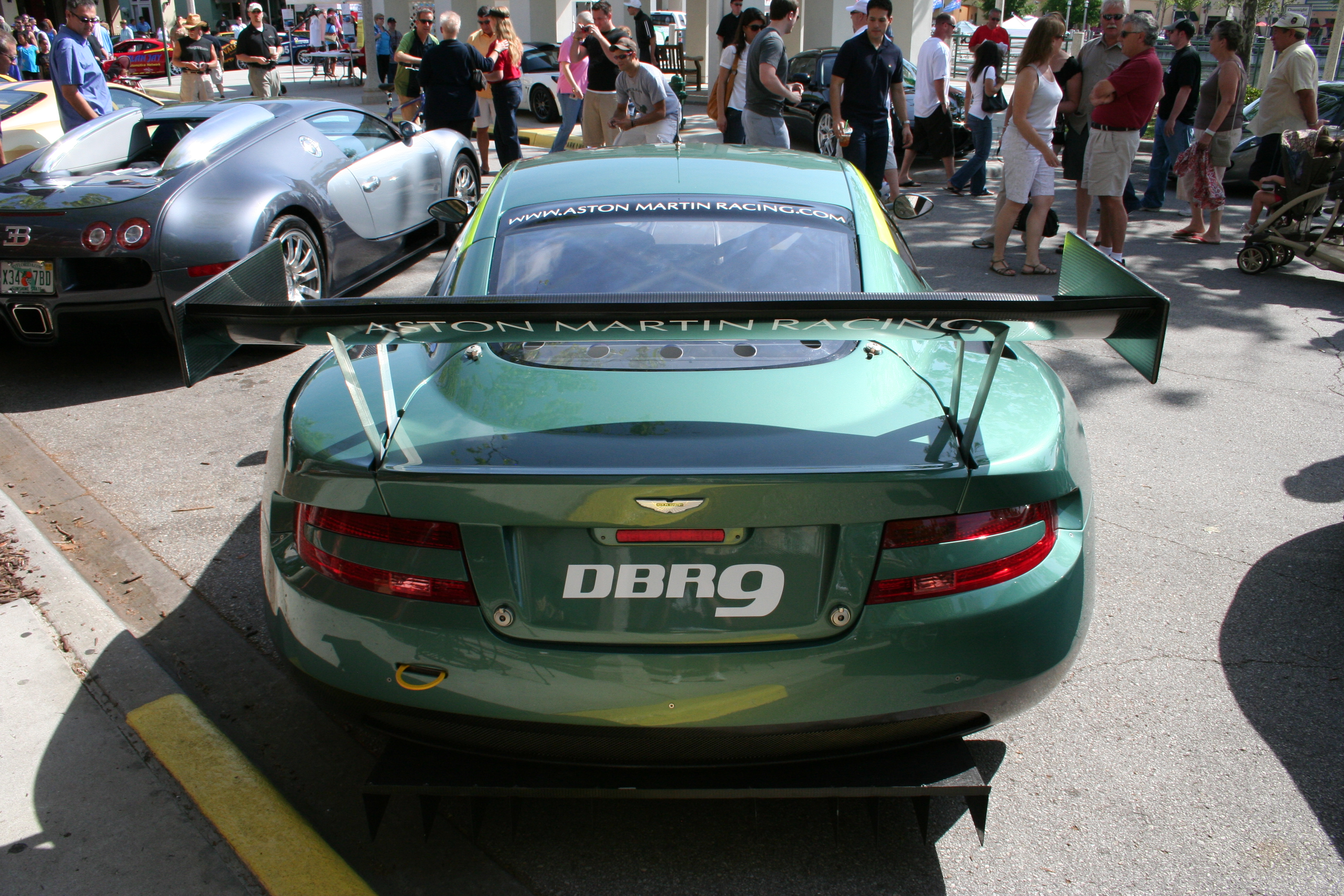
Trás